# Fontaine du Génie Catalan
 (mai 2024).
Le monument au Marquis de Campo Sagrado, connu sous le nom de Fontaine du Génie Catalan, est une fontaine monumentale néo-classique de Barcelone. Elle est dédiée à la mémoire de Francisco Bernaldo de Quirós et Mariño de Lobera (1763-1837), Marquis de Campo Sagrado, pour avoir amené à la ville en 1826 les eaux de la sierra de Montcada, lorsqu'il était Capitaine Général de la Catalogne.

## Histoire et description

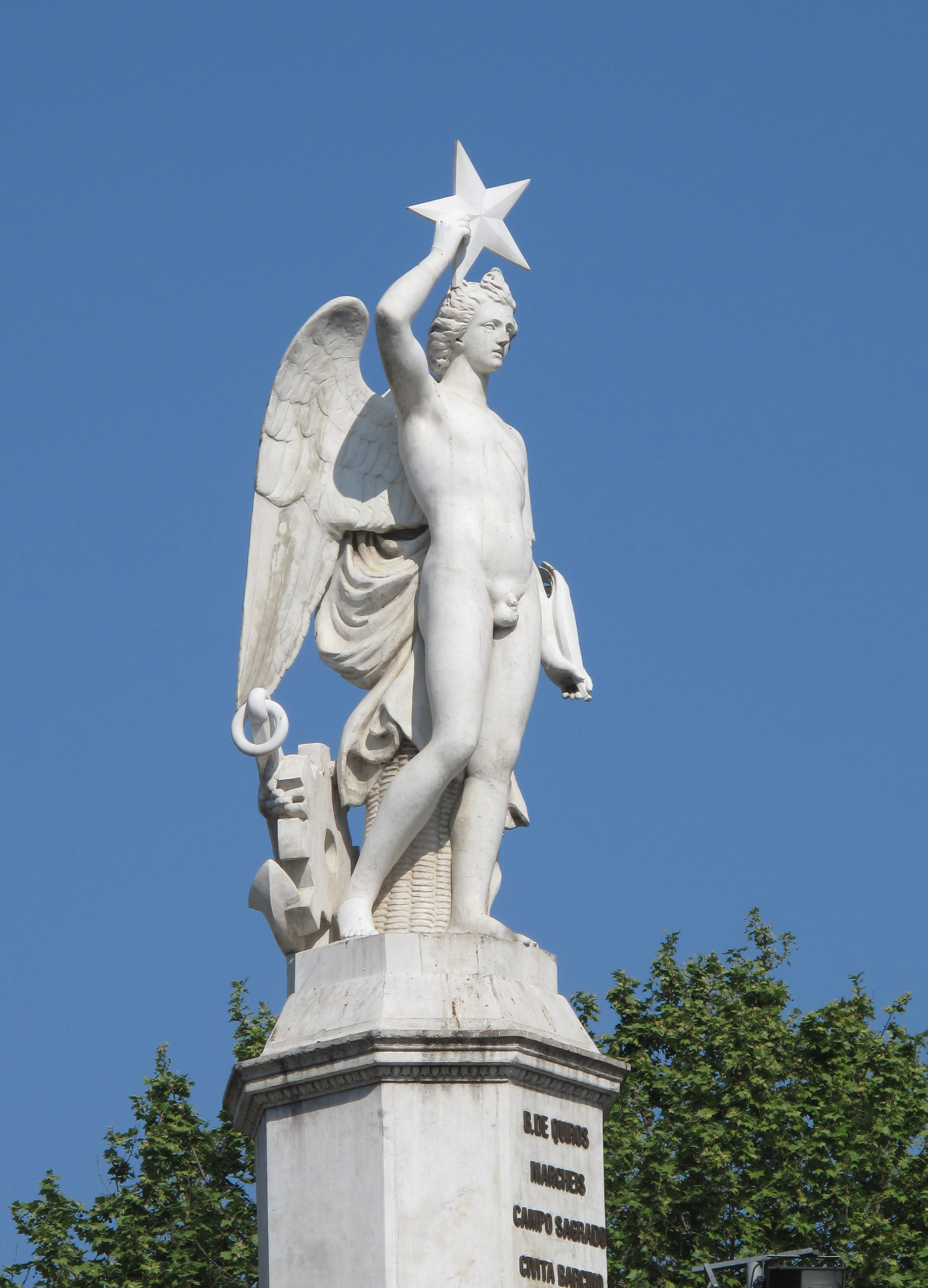
Détail de la statue.

La Mairie de Barcelone a décidé lui ériger un monument le 13 juillet 1852, et il a chargé l'architecte Francisco Daniel Molina du projet. La construction a démarré en 1852 et la fontaine a été inaugurée le 1er juin 1856. Les sculptures sont des frères Baratta et de Josep Anicet Santigosa.
Réalisée en marbre blanc, elle consiste en un grand piédestal couronné par la statue d'un éphèbe soutenant sur sa tête l'étoile du Progrès. Dans sa main gauche il porte une palme de victoire. Sur les quatre côtés de la base, quatre matrones assises représentent les provinces catalanes. Quelques cascades avec des têtes de lion — symbolisant les rivières Èbre, Sègre, Llobregat et Ter - crachent de l'eau sur quatre bassins, qui à leur tour la versent dans la vasque principale par de petites gargouilles. Le front du piédestal affiche la devise « Après Dieu la maison de Quirós ». À la surface du grand bassin, quatre autres génies nagent en montant des hippocampes.

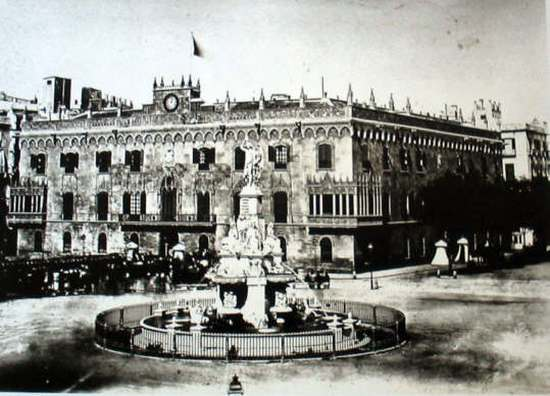
La fontaine vers 1870, au fond le Palais du Vice-Roi.

## Liens
- Ressource relative à l'architecture :   - Inventaire du patrimoine architectural de Catalogne
- Ressource relative aux beaux-arts :   - Monuments commemoratius de Catalunya